# アルトゥール・ベルナルデス
アルトゥール・ダ・シルヴァ・ベルナルデス（Artur da Silva Bernardes、1875年8月8日 - 1955年3月23日）は、ブラジルの政治家。1922年から1926年まで、第12代ブラジル合衆国大統領をつとめた。

## 経歴
ベルナルデスは1875年、ミナスジェライス州のヴィソーザにて生まれた。1918年から1922年までミナスジェライス州知事を務め、1922年にはミナスジェライス共和党から大統領選に出馬した。この選挙は典型的なカフェ・コン・レイテの様相を呈し、ベルナルデスはミナスジェライス州及びサンパウロ州の支援を得たものの、他州及び軍部は統一候補を立てて対抗した。この選挙ではベルナルデスが勝利し大統領に就任したものの、特に軍部の青年将校（テネンテ）による反政府運動（テネンティズム）が活発化し、ベルナルデスの施政下では反乱が絶えなかった。選挙勝利後、就任前の1922年7月には首都リオデジャネイロで騒擾が起き、さらに1924年にはアマゾナス州、マトグロッソ州、サンパウロ州、セルジペ州、リオ・グランデ・ド・スル州にて反乱が勃発した。これらはすべて鎮圧されたものの、ベルナルデス政権はこれらの動きを力で抑え込む姿勢を示し、4年の任期中ほとんどすべての時期において戒厳令が敷かれた
。